# イソップワールド
『イソップワールド』は、1999年4月5日から同年12月31日までテレビ東京系列（TXN）で放送されたテレビアニメ。

## 概要
ハローキティなど、キャラクターグッズを主に販売する企業・サンリオと大手アニメーションスタジオのサンライズが企画を組んだアニメ。
登場キャラクターは擬人化した動物たちで、イソップ寓話を基にした話が展開される。全26話。
第1話から第8話までは月曜 18時30分 - 19時00分に2話ずつが放送されていたが、第9話以降は「サンリオアニメシアター」としてサンリオの単独提供で、祝日・連休などに不定期で3話もしくは5話分まとめて放送された。
2005年に本作を収録したDVDが発売された。

## 登場人物
主要キャラクターは当時サンリオに在籍していた清水侑子である。

### 主要人物
イソップ
声 -  渡辺徹
本作の主人公。空を飛ぶ不思議な巨大魚であり、かつては世界中を飛び回っていたが長い年月にわたって、ウロコを落として飛べなくなってしまい、ピッコ・トッチョ・フーフーの3人にウロコ探しを頼む。
ピッコ
声 - 間宮くるみ
3歳。ハムスターの少女。ワガママでやんちゃなところもあるが、好奇心が強く元気いっぱいな性格である。
トッチョ
声 - 鈴村健一
4歳。カモノハシの少年。気はやさしく力持ちで泳ぎが得意。とても食いしん坊で食べ物が絡むとすぐやる気を出す。
フーフー
声 - 青山美帆
5歳。フェレットの少年。ちょっと気が弱くおひとよし。物知りで、頭の回転が速く様々な作戦を思いつく。

### その他の人物
- 火の玉小僧 - 愛河里花子
- クレア、他 - 桑島法子
- クック、他 - 麻見順子
- いちじく、サンマオ - 松岡洋子
- テンテン、他 - 熊谷ニーナ
- キリー、他 - 檜山修之
- カラス、キツネ - 山口勝平
- カッパン - 菊池正美
- マイケル - 宮田幸季
- チュチュ、フーフーの母 - 大本眞基子
- トッチョの父 - 川津泰彦

## スタッフ
- 企画監修 - 辻信太郎
- 監督 - 波多正美、小林三男
- シリーズ構成 - 山中英治
- キャラクターデザイン - 高橋信也
- 美術監督 - 水谷利春、門野真理子
- 音響監督 - 水鳥鐵夫
- 音響監修 - 千葉耕市
- プロデューサー - 中川宏徳、野崎絹代、片岡義朗、松下洋子、辻邦彦
- 製作 - サンライズ
- 協力 - サンリオ
- 代理店 - ASATSU-DK

## 主題歌
オープニングテーマ
「Dream Dream Dream」
作詞・作曲・歌 - 鳥塚しげき
エンディングテーマ
「友達がいたから」
作詞・作曲・歌 - 鳥塚しげき

## 各話リスト
話数はサンライズ公式サイトの表記に準拠。（）内はDVD版における話数。
| 話数    | サブタイトル                         | 脚本     | 絵コンテ   | 演出       | 作画監督   | 美術              | 放送日        |
| ------- | ------------------------------------ | -------- | ---------- | ---------- | ---------- | ----------------- | ------------- |
| 1       | 旅のはじまり                         | 山中英治 | 山中英治   | 三家本泰美 | 徳田悦郎   | 吉原一輔 水谷利春 | 1999年 4月5日 |
| 2       | カメ保安官とラビットブラザース       | 山中英治 | 山中英治   | 三家本泰美 | 徳田悦郎   | 阿部幸次          | 1999年 4月5日 |
| 3       | きこりの森のゴールドラッシュ         | 桜井正明 | やすみ哲夫 | 小林三男   | 柳瀬譲二   | 水谷利春          | 4月12日       |
| 4       | ねずみのおんがえし                   | 桜井正明 | 山中英治   | 我妻薫     | 我妻薫     | 勝井和子          | 4月12日       |
| 5       | ライオンに化けた猫                   | 丸尾みほ | 小林三男   | 小林三男   | 柳瀬譲二   | 阿部幸次          | 4月19日       |
| 6       | 三匹の海賊たち                       | 丸尾みほ | 山中英治   | 小林三男   | 吉田利喜   | 吉原一輔          | 4月19日       |
| 7       | ずるいぞ! ひきょうだ! コーモリボーイ | 桜井正明 | 佐々木皓一 | 山中英治   | 正延宏三   | 水谷利春          | 4月26日       |
| 8       | バトルロイヤル、北風VS太陽           | 桜井正明 | やすみ哲夫 | 棚沢隆     | 坂本大二郎 | 水谷利春          | 4月26日       |
| 9       | 町のねずみといなかのねずみ           | 桜井正明 | 山中英治   | 山中英治   | 我妻薫     | 勝井和子          | 5月5日        |
| 10 (13) | 飛んだカメがいたもんだ               | 波多正美 | 波多正美   | 小林三男   | 吉田利喜   | 門野真理子        | 5月5日        |
| 11 (12) | ビーバー兄弟の宝さがし               | 野崎誠   | 我妻薫     | 山中英治   | 山中英治   | 水谷利春          | 5月5日        |
| 12 (11) | ミニワールドのアリとキリギリス       | 桜井正明 | 小林三男   | 小林三男   | 吉田利喜   | 門野真理子        | 5月5日        |
| 13 (10) | なまけガエルの王様さがし             | 下村敬治 | 山中英治   | 山中英治   | 山中英治   | 門野真理子        | 5月5日        |
| 14 (15) | クックが生んだ金の卵                 | 丸尾みほ | 望月智充   | 望月智充   | 後藤真砂子 | 門野真理子        | 7月20日       |
| 15 (14) | 満腹オオカミと腹ペコひつじ           | 桜井正明 | 我妻薫     | 棚沢隆     | 坂本大二郎 | 水谷利春          | 7月20日       |
| 16 (17) | あるはずないよ、そんな仕事           | 下村敬治 | 小華和為雄 | 荻原亨     | 鈴木欽一郎 | 門野真理子        | 7月20日       |
| 17 (22) | 欲張り怪盗ダルメシアン               | 桜井正明 | 石崎すすむ | 菊田武勝   | 吉田利喜   | 水谷利春          | 7月20日       |
| 18      | 獅子若丸のオロチ退治                 | 山中英治 | 山中英治   | 山中英治   | 山中英治   | 水谷利春          | 7月20日       |
| 19 (24) | 隣どうしのキツネとツル               | 下村敬治 | 山中英治   | 山中英治   | 山中英治   | 門野真理子        | 9月15日       |
| 20 (23) | うそつきテンといたずら妖精           | 桜井正明 | 小華和為雄 | 荻原亨     | 鈴木欽一郎 | 水谷利春          | 9月15日       |
| 21 (25) | モグランさんとドクターガマ           | 桜井正明 | 望月智充   | 根岸宏樹   | 関根昌之   | 門野真理子        | 9月15日       |
| 22 (19) | 月夜の森はワンダーランド             | 桜井正明 | 波多正美   | 山内富夫   | 小泉謙三   | 水谷利春          | 12月31日      |
| 23 (21) | パンピーの宝の船                     | 丸尾みほ | 波多正美   | 我妻薫     | 我妻薫     | 水谷利春          | 12月31日      |
| 24 (16) | 龍を釣る山猫                         | 野崎誠   | 小華和為雄 | 棚沢隆     | 坂本大二郎 | 横瀬直士          | 12月31日      |
| 25 (20) | いなか娘のカラスのクレア             | 丸尾みほ | やすみ哲夫 | 三家本泰美 | 徳田悦郎   | 東條俊寿          | 12月31日      |
| 26      | 骨の博物館                           | 丸尾みほ | 波多正美   | 菊田武勝   | 吉田利喜   | 水谷利春          | 12月31日      |